# Ter Groene Poorte
De school Ter Groene Poorte in Sint-Michiels (Brugge) is een Belgisch opleidingsinstituut voor voedingsgerichte studies. De school biedt opleidingen voor onder andere bakkerijen, slagerijen, grootkeukens en restaurants.

## Geschiedenis
Op 1 september 1963 ging de bakkerijschool van start onder de naam "Technisch Instituut voor Brood- en Banketbakkerij Brugge" (IBA) met 22 leerlingen. Een jaar later startte de opleiding met een internaat. In 1968 kwam er een opleiding voor hotel (restaurant en keuken) en slagerij. In 1967 werd de naam gewijzigd tot "Instituut voor Voeding".
In 1981 startte Ter Groene Poorte met het geven van hoger secundair onderwijs. In 1991 werd de naam gewijzigd in de huidige: "Ter Groene Poorte". De school is bekend vanwege enkele oud-leerlingen, vooral in het restaurantwezen, die (soms al op jonge leeftijd) een Michelinster behaalden. Enkele oud-leerlingen, zoals Sergio Herman en Gert De Mangeleer behaalden op jonge leeftijd zelfs de hoogste Michelinonderscheiding, namelijk drie sterren.
In 2015 kreeg de school een nieuw gebouw met de naam 'Huis van de gastronomie', grotendeels gefinancierd door de Vlaamse overheid.
Sinds 2021 is er een nieuwe bakkerijschool geopend in een volledig gerenoveerd gebouw.
De school exploiteert op de opleidingslocatie diverse instructierestaurants, een bakkerij met eigen winkel en een slagerij met eigen winkel waar de leerlingen praktijkervaring opdoen. In de meeste van deze faciliteiten kunnen ook reguliere klanten terecht.

## Bekende oud-leerlingen
- Wout Bru - chef met ooit twee Michelinsterren
- Roger van Damme - chef van Het Gebaar (restaurant)*, Antwerpen
- Gert De Mangeleer - kok, voormalig chef van Hertog Jan (restaurant)***, Zedelgem
- Sergio Herman - kok, voormalig chef van Oud Sluis***, Sluis
- Dominique Persoone - chocolatier
- Sam Van Houcke - chef